# アリエス (芸能事務所)
株式会社アリエス（ARIES Inc.）は、日本の芸能事務所。所在地は、東京都目黒区中央町。

## 概要
1988年（昭和63年）、アリエスミュージックファクトリーとして設立。
1989年（平成元年）のバンドブーム「イカすバンド天国」で注目されていた横浜出身のロックバンド「ブラボー」が所属。その後も「FARAWAY」「B-Traps」などのロックバンドをプロデュース。
一ノ瀬めぐみ（月蝕歌劇団ヒロイン）・山﨑勝之（平成ウルトラセブン）の所属をきっかけに俳優のマネージメントを開始。
1999年（平成11年）、株式会社アリエス設立。中村英児を映画監督として起用し、自社映画制作を始める。
東映や松竹などの映画制作協力をし、キャスティングプロデュース事業を始める。
また、ラジオ番組・舞台制作のほか、配信ドラマの制作等も行う。

## 所属俳優

### 俳優
- 中村英児
- 野中貫多
- 南雲祐輝
- 飛田敦史
- 吉川和海

## 過去の所属俳優
- 佐々木ユメカ
- 大蔵愛
- 橋本雄大
- 林芳弥
- 畠山寛
- 柘植亮二
- 大野慶太
- 小林裕吉
- 山﨑勝之